# (34146) 2000 QH16
2000 QH16 (asteroide 34146) é um asteroide da cintura principal. Possui uma excentricidade de 0.14161940 e uma inclinação de 9.30034°.
Este asteroide foi descoberto no dia 24 de agosto de 2000 por LINEAR em Socorro.